# New Blood (musikalbum av Blood, Sweat & Tears)
New Blood är ett musikalbum av Blood, Sweat & Tears som lanserades i oktober 1972 på skivbolaget Columbia Records. Albumet släpptes med ett utviksfodral och i fodralet fanns även ett blad med låttexterna. En singel från albumet, "So Long Dixie" nådde #44 på Billboard Hot 100 i USA. Skivan mottogs ljummet i USA medan den var en större framgång i Skandinavien.
Vid tiden då denna skiva gavs ut fanns inte många medlemmar kvar från gruppens start 1968. Steve Katz (gitarr), Jim Fielder (bas) och Bobby Colomby (trummor) var de kvarvarande originalmedlemmarna. Sångaren David Clayton-Thomas hade nyss lämnat gruppen och ersatts av Jerry Fisher. Svenske Jojje Wadenius var ny gitarrist i gruppen inför albumet och han spelar solon på låtarna "Alone" och "Maiden Voyage".

## Låtlista
(Kompositör inom parentes)
1. "Down in the Flood" (Bob Dylan) – 4:21
2. "Touch Me" (Victoria Pike, Teddy Randazzo) – 3:33
3. "Alone" (Lou Marini) – 5:29
4. "Velvet" (Jeff Kent) – 3:31
5. "I Can't Move No Mountains" (Michael Gately, Robert John) – 2:58
6. "Over the Hill" (Dave Bargeron) – 4:20
7. "So Long Dixie" (Barry Mann, Cynthia Weil) – 4:28
8. "Snow Queen" (Gerry Goffin, Carole King) – 5:24
9. "Maiden Voyage" (Herbie Hancock) – 6:14

## Listplaceringar
- Billboard 200, USA: #32[1]
- VG-lista, Norge: #16[2]
- Kvällstoppen, Sverige: #3[3]